# بارانکاورمخا
بارانکاورمخا (به اسپانیایی: Barrancabermeja) یک سکونتگاه مسکونی در کلمبیا است که در بخش سانتاندر واقع شده‌است.

## خصوصیات
بارانکاورمخا ۱٬۱۵۴ کیلومترمربع مساحت و ۳۲۰٬۰۰۰ نفر جمعیت دارد و ۷۵ متر بالاتر از سطح دریا واقع شده‌است.